# 中华大典
《中華大典》又被稱作「中國古代典籍的百科全書」，是一部中國古代典籍叢書。《中华大典》从倡议编纂到全面完成整整历时30年。

## 沿革
《中华大典》编纂工程最早发起于二十世纪80年代中期，由18家古籍出版社负责人提出倡议，包括钱钟书、冯友兰、任继愈、钱学森、季羡林等在内的300多位学者联名向国务院呼吁，得到国家的大力支持。
《中華大典》是中華人民共和國成立以來最大的文化出版工程，於1989年開始試典。是十一五期間重大文化出版工程之一，1992年經中华人民共和国国务院批准並列為國家級重點古籍整理項目。它所採集的文獻資料上自先秦，下迄1911年辛亥革命，是參照現代圖書分類法進行編纂的巨型類書。 編纂委員會主任最初由原中國國家圖書館館長任繼愈擔任。